# Susana Jiménez Schuster
Pour les articles homonymes, voir Jiménez et Schuster.
Jiménez  Schuster est un nom espagnol. Le premier nom de famille, en général paternel, est Jiménez ; le second, en général maternel, souvent omis, est Schuster.
Susana Alejandra Isabel Jiménez Schuster (Santiago, 26 juillet 1969) est une ingénieure commerciale chilienne. Entre le 11 mars 2018 et le 13 juin 2019 elle fait partie du  gouvernement de Sebastián Piñera, en tant que ministre de l'Énergie.

## Biographie
Elle est la fille de Guillermo Jiménez Ormeño et Eveline Renate Schuster Korpitsch.
Elle est titulaire d'un magíster en Économie de l'Université Catholique (PUC). Elle a aussi un diplôme en Libre Concurrence de la PUC et un magíster en Humanités de l'Université du Développement (UDD).
Susana Jiménez travaille comme économiste du département d'Études de la Banque Centrale du Chili entre 1995 et 1997. Puis en 1999, elle devient assistante économique au Bureau de Représentation du Ministère des Finances du Chili à New York. Entre les années 2000 et 2002, elle est cheffe d'études dans le cabinet de conseil Zahler & Co. Elle travaille ensuite pour l'entreprise de conseil P. Rojas & Co en tant qu'économiste, et à partir de 2009 elle devient associée. Elle a également fait partie du Conseil Consultatif du Ministère de l'Environnement et a été professeure de l'institut d'Économie de l'Université Catholique du Chili.
En mai 2010, elle commence à travailler chez Libertad y Desarrollo (LyD) en tant qu'économiste senior. Elle est chargée des études liées à la réglementation et à la concurrence, à l'environnement, aux ressources hydriques, à l'énergie, aux télécommunications et  la pêche. À partir de janvier 2017, elle travaille comme sous-directrice de LyD.
Le 11 mars 2018, elle devient ministre de l'Énergie du deuxième gouvernement de Sebastián Piñera. Elle quitte le poste le 13 juin 2019 lors du deuxième remaniement et est remplacée par Juan Carlos Jobet. À partir du 24 juin 2019, elle devient conseillère présidentielle en politiques réglementaires.
Elle est actuellement directrice chez Banco del Estado.
Depuis avril 2020, elle fait partie du directoire de Soprole et en mai 2020 elle devient vice-présidente de Sofofa.